# المغيرية
المغيرية، بلدة تقع في إقليم الخروب، في قضاء الشوف، في لبنان، اتخذ اسمها المغيرية، لكثرة المغاور، والنواويس، المنتشرة بها، يحدها شرقا مزبود، وغربا مجدلونا، وشمالا كترمايا، وجنوبا جون، ودير المخلص.

## موقع سياحي
هي بلدة صغيرة تشتهر بموقعها السياحي، وبها عدد من الآثار القديمة الرومانية، والنواويس والمقابر، وبها مغارة عين خريبة، التي تشبه مغارة كفرحيم.
لها عدة طرق منها طريق علمان للقادم من صيدا، أو طريق سبلين للقادم من بيروت على الطريق الساحلي، أو طريق شحيم للقادم من الجبل، أو طريق جون دير المخلص.
تشتهر بغابات الزيتون، ويوجد بها معاصر الزيت (معصرة الحاج أحمد حسن حمادة، ومعصرة الحاج إبراهيم حمادة، ومعصرة أبوكامل ضاهر، يغذيها بئر الماء الارتوازي، بها جامع كبير، وكنيسة كبيرة تم إعادة بناؤها حديثا، تبعد عن صيدا حوالي 14 كلم، وعن بيروت حوالي 45 كلم، تتغذى بالكهرباء من معمل جون، فيها الكثير من اشجار الفواكه، والعنب، والتين، واللوز، وعدد من الأطباء والمحامين، والكثير من المنضمين لسلك الشرطة والجيش، فيها الكثير من المزارعين ومربي الماشية، اهلها يملكون أراضي كثيرة في مجدلونا والجميلية وعلمان وصولا إلى جون.

## بيوتها
تتميز بيوتها بالحدائق الملحقة بها، وبحجارة القصب، وكذلك طرقاتها، المشكلة بانه لا يوجد تنظيم يعتمد على المواصفات لناحية الإبداع، وعدم الاهتمام بالمنظر الجمالي للبلدة، وقلة الاهتمام بالبيئة، فيها مدرسة رسمية، وقربها مدراس خاصة، مستوى التعليم رائع، ويميز البلدة تضامن أبنائها خلال المحن ومساعدتهم لبعضهم، وهذا شيء جيد.

## أعلامها
- أحمد أبو سعد، (1921 - 1999) لغوي وعالِم أدبي وشاعر وكاتب.